# Racing Club de Cannes 2008-2009
Questa voce raccoglie le informazioni riguardanti il Racing Club de Cannes nelle competizioni ufficiali della stagione 2008-2009.

## Organigramma societario
Area direttiva
- Presidente: Anny Courtade

Area tecnica
- Allenatore: Yan Fang
- Allenatore in seconda: Thierry Hippolyte

## Rosa
| N° | Nome                | Ruolo | Data di nascita   | Nazionalità sportiva |
| -- | ------------------- | ----- | ----------------- | -------------------- |
| 1  | Karine Salinas      | P     | 5 marzo 1973      | Francia              |
| 2  | Andrea Sieglova     | P     | 3 maggio 1976     | Rep. Ceca            |
| 3  | Luminita Trombitas  | P     | 5 luglio 1981     | Romania              |
| 4  | Maryna Marčenko     | S     | 12 luglio 1985    | Ucraina              |
| 5  | Eva Janeva          | S     | 31 luglio 1985    | Bulgaria             |
| 6  | Valentina Fiorin    | S     | 9 ottobre 1984    | Italia               |
| 7  | Véronika Hudima     | S     | 8 luglio 1988     | Francia              |
| 9  | Anna Rybaczewski    | S     | 23 marzo 1982     | Francia              |
| 10 | Oleksandra Fomina   | L     | 5 maggio 1975     | Ucraina              |
| 11 | Irina Poleščuk      | C     | 1º agosto 1973    | Francia              |
| 12 | Victoria Ravva      | C     | 31 ottobre 1975   | Francia              |
| 13 | Nadia Centoni       | S/O   | 19 giugno 1981    | Italia               |
| 15 | Leslie Turiaf       | S     | 15 maggio 1986    | Francia              |
| 16 | Akiko Ino           | L     | 28 settembre 1986 | Giappone             |
| 17 | Strašimira Filipova | C     | 18 agosto 1985    | Bulgaria             |
| 18 | Laura Ong           | L     | 30 aprile 1989    | Francia              |